# Syundei
Syundei (春泥, Shundei) és una mangaka de BL japonesa coneguda pel seu estil de dibuix retro.
És una mangaka del gènere BL, dintre del qual les seves obres abasten temàtiques molt diferents, atès que van des de la comèdia al drama, i del terror a la fantasia. Un dels elements més característics i distintius de la seva obra és un estil de dibuix clàssic o retro, el qual recorda als mangues de la dècada de 1980, com per la presència d'uniformes d'institut i pentinats dels personatges més clàssics o retro, que hom ha interpretat com un homenatge a l'obra de la dibuixant de manga Rumiko Takahashi, coneguda autora de Lamu i Ranma ½.
Va començar la seva carrera dibuixant dōjinshi i publicant les seves obres en línia en pàgines web a Internet. Després va passar al món editorial amb la publicació de la seva primera obra, titulada Ganbare! Nakamura-kun!!, una comèdia romàntica d'institut que va ser publicada periòdicament entre 2014 a 2016 a la revista Opera per part de l'editorial Akane Shinsha i que, posteriorment, va quedar recopilada en un volum únic. La seva segona obra va ser Gesshoku Kitan, una obra la temàtica de la qual és de misteri sobrenatural, per tant, ben diferent de l'anterior. Aquesta va ser publicada a la mateixa revista entre el febrer i el desembre de 2015. D'altra banda, durant el mateixa període, també ha publicat diversos one-shot que van ser recopilats en un volum únic l'any 2017 amb el títol de Zatsuon i publicat en aquest cas per l'editorial Takeshobo.
Des del 28 de juny de 2017 es troba publicant una seqüela del seu primer manga anomenada Motto Ganbare! Nakamura-kun!!, de nou a la revista Opera.
D'altra banda, les seves obres, principalment Ganbare! Nakamura-kun!!, han estat llicenciades per altres països i traduïdes a l'anglès al castellà i a l'italià.

## Obres
| Títol                | Transcripció            | Data de llançament | ISBN          | Editorial     | Marca                                 | Ref.   |
| -------------------- | ----------------------- | ------------------ | ------------- | ------------- | ------------------------------------- | ------ |
| ガンバレ! 中村くん!! | Ganbare! Nakamura-kun!! | 27 de maig de 2017 | 9784863496330 | Akane Shinsha | EDGE COMIX                            | [ 11 ] |
| 雑音                 | Zatsuon                 | 17 de juny de 2017 | 9784801959644 | Takeshobo     | Bamboo Comics Reijin Selection Series | [ 12 ] |
| 月食奇譚             | Gesshoku Kitan          | 28 de juny de 2017 | 9784863496408 | Akane Shinsha | EDGE COMIX                            | [ 13 ] |